# Ranitomeya
Genre
Ranitomeya est un genre d'amphibiens de la famille  des Dendrobatidae.

## Caractéristiques
Les grenouilles du genre Ranitomeya sont de très petite taille, mesurant généralement entre 15 et 21 mm de longueur museau-cloaque. Elles comptent parmi les plus petits membres de la famille des Dendrobatidae.
Elles présentent une coloration aposématique complexe, souvent vive et composée de plusieurs teintes contrastées telles que le rouge, le bleu, le jaune ou le noir. Ces couleurs servent à avertir les prédateurs potentiels de leur toxicité, bien que leur niveau de toxicité soit généralement plus faible que celui de certains autres dendrobates. Les motifs peuvent inclure des rayures, des points ou des motifs réticulés, variables selon les espèces.
Leur corps est élancé, avec une peau lisse et brillante. Les doigts et orteils sont munis de disques adhésifs, leur permettant de grimper efficacement sur la végétation, notamment dans les forêts tropicales humides où elles vivent.

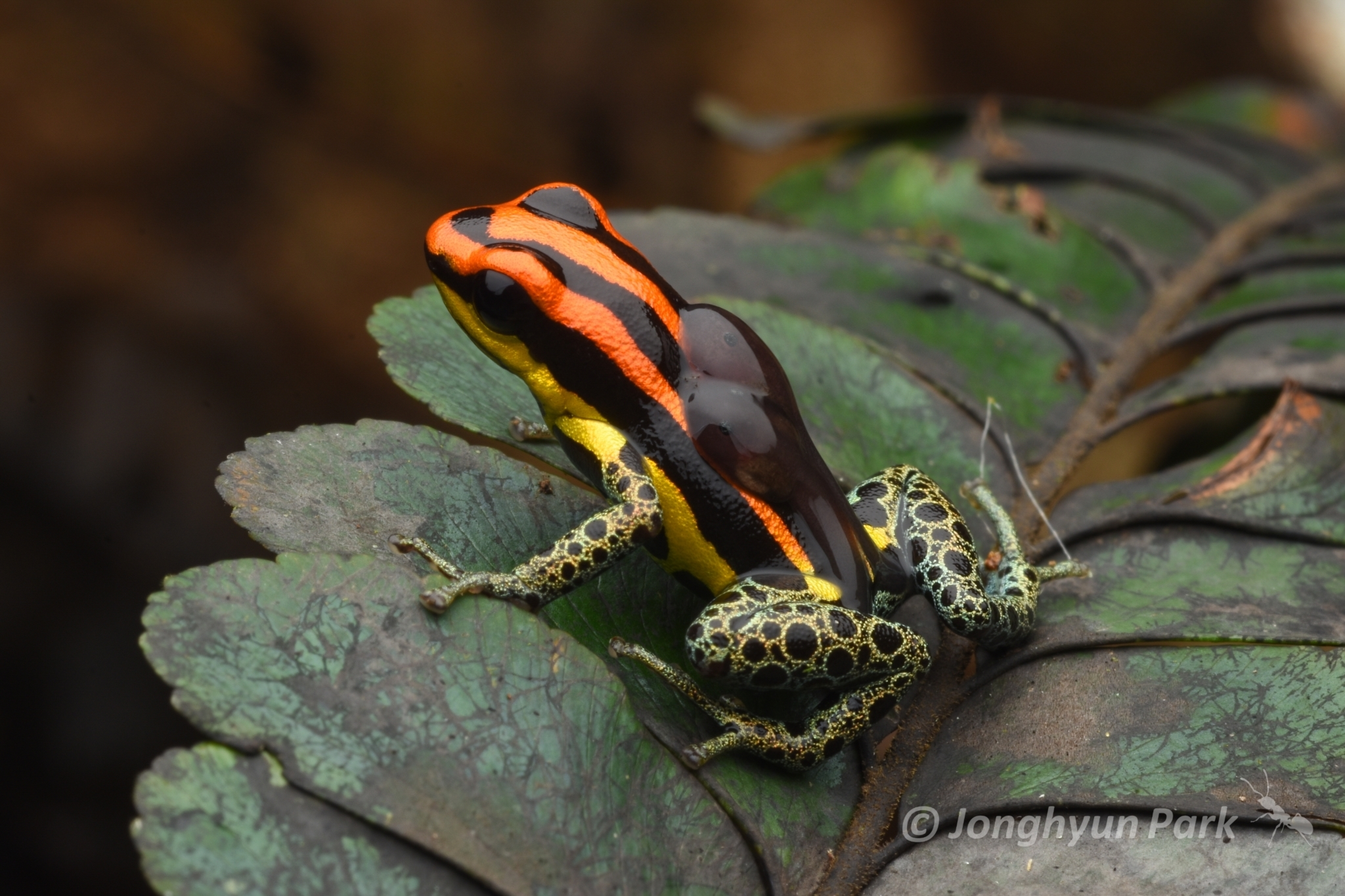
L'espèce Ranitomeya uakarii portant deux têtards sur son dos

 Un aspect comportemental remarquable chez ce genre est le soin parental. Après l’éclosion, le parent – généralement le mâle – transporte chaque têtard sur son dos jusqu'à un petit réservoir d’eau, souvent dans les phytotelmes (comme les aisselles de broméliacées). Chez certaines espèces, comme Ranitomeya variabilis, la femelle dépose même des œufs non fécondés dans ces réserves pour nourrir les têtards. Ce comportement peut parfois inclure des phénomènes de cannibalisme intra-spécifique entre têtards.
Ce mélange de caractéristiques morphologiques et comportementales en fait un genre particulièrement étudié en écologie comportementale et en biologie évolutive.

## Répartition
Les seize espèces de ce genre se rencontrent dans le bassin amazonien.

## Liste des espèces
Selon Amphibian Species of the World (11 juin 2025) :
- Ranitomeya aetherea (Koch, Mônico, Dayrell, Ferreira, Dantas, Moravec, and Lima, 2025)
- Ranitomeya amazonica (Schulte, 1999)
- Ranitomeya aquamarina (Mônico, Koch, Dayrell, Moravec, and Lima, 2025)
- Ranitomeya benedicta (Brown, Twomey, Pepper, & Sanchez-Rodriguez, 2008)
- Ranitomeya cyanovittata Pérez-Peña, Chávez, Twomey, & Brown, 2010
- Ranitomeya defleri (Twomey & Brown, 2009)
- Ranitomeya fantastica (Boulenger, 1884)
- Ranitomeya flavovittata (Schulte, 1999)
- Ranitomeya imitator (Schulte, 1986)
- Ranitomeya reticulata (Boulenger, 1884)
- Ranitomeya sirensis (Aichinger, 1991)
- Ranitomeya summersi (Brown, Twomey, Pepper, & Sanchez-Rodriguez, 2008)
- Ranitomeya toraro Brown, Caldwell, Twomey, Melo-Sampaio, & Souza, 2011
- Ranitomeya uakarii (Brown, Schulte, & Summers, 2006)
- Ranitomeya vanzolinii (Myers, 1982)
- Ranitomeya variabilis (Zimmermann & Zimmermann, 1988)
- Ranitomeya ventrimaculata (Shreve, 1935)
- Ranitomeya yavaricola Pérez-Peña, Chávez, Twomey, & Brown, 2010

## Taxinomie
Ce genre a été révisé en 2011, ce qui a conduit à l'érection du genre Andinobates pour les espèces andines auparavant rattachées à Ranitomeya.

## Publication originale
- Bauer, 1986 : A new genus and a new specific name in the dart poison frog family (Dendrobatidae, Anura, Amphibia). Ripa (Netherlands), November, p. 1–12.